# 고성 보광사 목조대세지보살좌상
고성 보광사 목조대세지보살좌상(固城 普光寺 木造大勢至菩薩坐像)은 대한민국 경상남도 고성군 보광사에 있는 불상이다. 2008년 10월 30일 경상남도의 유형문화재 제475호로 지정되었다.

## 개요
조선 후기 삼존상의 특징을 지닌 것으로 17세기 전·중반의 목조상들과 비교해 규모도 작아지고 어깨도 약간 위축되었다.
진주 연화사의 본존상과 비교할 때 보광사 불상은 불신은 작아졌지만 신체의 비례라 든지 긴 콧날, 사선으로 접힌 승각기의 형태는 매우 유사하며, 단지 우측 어깨의 대의 주름이 물방울 모양을 이루지 않고 넓게 펼쳐져 있는 것은 본존상과 협시상이라는 격의 차이에서 표현의 간략화 때문이라 할 수 있다.

## 참고 문헌
- 고성 보광사 목조대세지보살좌상 - 국가유산청 국가유산포털